# Raymond Legueult

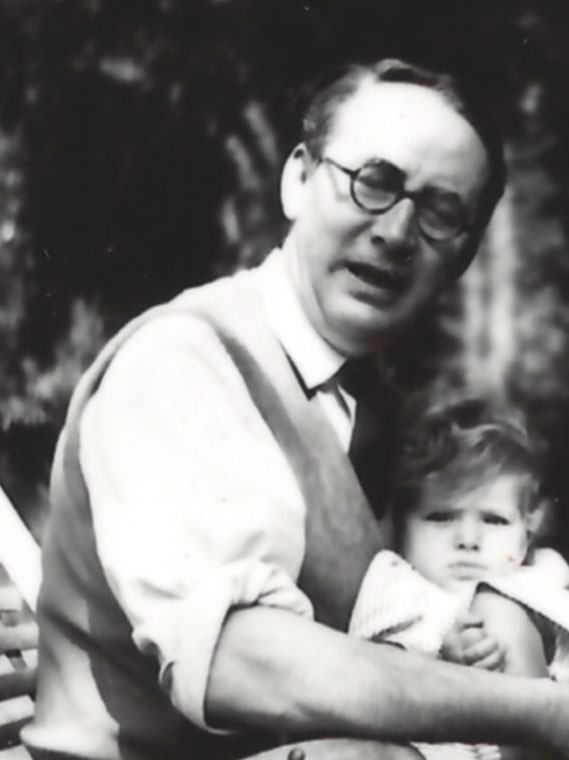
El pintor Raymond Legueult, es un padre primerizo a los 57 años.

Raymond Legueult (París, 1898 - 1971).

## Biografía
Un pintor francés que estudió en la Escuela Nacional superior de artes decorativas y completó su formación en España. Se dio a conocer en el Salón de la Sociedad de Bellas Artes de 1923.
Su pintura, esencialmente colorista, sigue la línea de Henri Matisse y de Pierre Bounard. Legueult perteneció al grupo de pintores llamados "de la realidad poética".

## Cuadros
Entre sus cuadros destacan: Figure à la rose, Le Bilboquet, Paysage à Val-Suzon, Solitude, Paysage franc-comtois, Endormie, etc.
En colaboración con Maurice Brianchon realizó decorados para la ópera: Grisélidis (1925), Naisance de la Lyre (1928), etc. Es también autor de decoraciones murales (Printemps, 1937) y cartones de Tapicería (Atelier, 1941).